# Ben Morgan
Benjamin John Morgan (Bristol, 18 febbraio 1989) è un ex rugbista internazionale per l'Inghilterra, attivo nel ruolo di terza linea centro.

## Biografia
Formatosi scolasticamente in Gloucestershire, crebbe nell'accademia del Dursley RFC e a seguire fu in Galles nelle accademie di Cardiff Blues e Scarlets; lì maturò l'idoneità internazionale per giocare nella nazionale del Dragone e per tal motivo rifiutò una convocazione dell'Inghilterra A per la Churchill Cup; tuttavia solo un anno più tardi, nel 2012, si dichiarò disponibile a giocare per l'Inghilterra, e debuttò nel Sei Nazioni contro la Scozia.
Alla fine di quella stagione Morgan tornò in Inghilterra al Gloucester.
Nel 2015 fece parte della rosa inglese alla Coppa del Mondo, conclusasi con un'eliminazione al primo turno; nel corso di tale manifestazione disputò, contro l'Australia, il suo ultimo incontro internazionale a 26 anni.
Per tutto il resto della sua carriera professionistica ha militato a Gloucester, e a fine stagione 2022-23 ha annunciato il ritiro.